# Häxprocessen i Peelland
Häxprocessen i Peelland var en häxprocess som utspelade sig i Asten och Peelland i Spanska Nederländerna år 1595. Den resulterade i avrättningen av 23 personer. Ytterligare anklagade avled under tortyr. Det var den sista häxprocessen i Brabant. 